# ماثيو وايت (كرة سلة)
ماثيو وايت (بالإنجليزية: Matthew White)‏ مواليد 15 أغسطس 1957 في نيويورك - الوفاة 11 فبراير 2013، كان لاعب كرة سلة أمريكي. تم اختياره من قبل فريق بورتلاند ترايل بلايزرز خلال الدرافت. بلغ طوله 6 قدم 10 بوصة (2.1 م).

## المسيرة الاحترافية
لعب مع نادي بلد الوليد لكرة السلة في الدوري الإسباني في موسم 1979–1980، ثم لعب مع نادي جرانوليريس لكرة السلة من سنة 1986 إلى 1988، ثم لعب مع نادي أوكسيميسا الرياضي من سنة 1988 إلى 1990، ثم لعب مع نادي سانت جوسيب لكرة السلة في الدوري الإسباني من سنة 1990 إلى 1992، ثم لعب مع خيخون لكرة السلة في موسم 1992–1993.

## روابط خارجية
- ماثيو وايت على موقع سبورتس رفرنس (الإنجليزية)
- ماثيو وايت على موقع الدوري الإسباني لكرة السلة (الإسبانية)
- ماثيو وايت على موقع كلية كرة السلة في سبورتس رفرنس.كوم (الإنجليزية)
- ماثيو وايت على موقع ريلجم (الإنجليزية)
- ماثيو وايت على موقع سبورتس رفرنس (الإنجليزية)